# Tysk-österrikiska backhopparveckan 2023/2024
Tysk-österrikiska backhopparveckan 2023/2024 arrangerades i Tyskland och Österrike mellan den 28 december 2023 och 6 januari 2024. Det var den 72:a upplagan av tysk-österrikiska backhopparveckan.

## Program
| Etapp | Ort                    | Datum            | Tävling | Starttid (CET) |
| ----- | ---------------------- | ---------------- | ------- | -------------- |
| 1     | Oberstdorf             | 28 december 2023 | Kval    | 16:30          |
| 1     | Oberstdorf             | 29 december 2023 | Tävling | 17:15          |
| 2     | Garmisch-Partenkirchen | 31 december 2023 | Kval    | 13:45          |
| 2     | Garmisch-Partenkirchen | 1 januari 2024   | Tävling | 14:00          |
| 3     | Innsbruck              | 2 januari 2024   | Kval    | 13:30          |
| 3     | Innsbruck              | 3 januari 2024   | Tävling | 13:30          |
| 4     | Bischofshofen          | 5 januari 2024   | Kval    | 16:30          |
| 4     | Bischofshofen          | 6 januari 2024   | Tävling | 16:30          |

## Slutställning
Slutställningen efter fyra etapper:
| Placering | Namn              | Nationalitet | Oberstdorf | Garmisch- Partenkirchen | Innsbruck  | Bischofshofen | Poäng totalt |
| --------- | ----------------- | ------------ | ---------- | ----------------------- | ---------- | ------------- | ------------ |
| 1         | Ryōyū Kobayashi   | Japan        | 306,3 (2)  | 292,6 (2)               | 258,7 (2)  | 287,6 (2)     | 1 145,2      |
| 2         | Andreas Wellinger | Tyskland     | 309,3 (1)  | 291,4 (3)               | 252,1 (5)  | 267,9 (5)     | 1 120,7      |
| 3         | Stefan Kraft      | Österrike    | 298,9 (3)  | 276,6 (6)               | 248,3 (6)  | 288,9 (1)     | 1 112,7      |
| 4         | Jan Hörl          | Österrike    | 285,1 (8)  | 281,4 (5)               | 267,5 (1)  | 259,5 (10)    | 1 093,5      |
| 5         | Anže Lanišek      | Slovenien    | 266,7 (18) | 295,8 (1)               | 244,8 (7)  | 281,8 (3)     | 1 089,1      |
| 6         | Michael Hayböck   | Österrike    | 281,4 (10) | 273,6 (8)               | 254,0 (3)  | 257,9 (11)    | 1 066,9      |
| 7         | Lovro Kos         | Slovenien    | 289,7 (4)  | 262,2 (15)              | 253,2 (4)  | 238,7 (26)    | 1 043,8      |
| 8         | Clemens Aigner    | Österrike    | 266,0 (19) | 267,5 (12)              | 242,4 (9)  | 266,5 (6)     | 1 042,4      |
| 9         | Marius Lindvik    | Norge        | 286,1 (5)  | 275,5 (7)               | 228,4 (15) | 239,4 (24)    | 1 029,4      |
| 10        | Timi Zajc         | Slovenien    | 278,4 (14) | 269,5 (11)              | 235,7 (10) | 242,4 (22)    | 1 026,0      |

## Resultat

### Oberstdorf
HS137 Schattenbergbacken, Tyskland 
 29 december 2023 
| Placering | Namn              | Nationalitet | Hopp 1 (m) | Omgång 1 (poäng) | Hopp 2 (m) | Omgång 2 (poäng) | Poäng totalt |
| --------- | ----------------- | ------------ | ---------- | ---------------- | ---------- | ---------------- | ------------ |
| 1         | Andreas Wellinger | Tyskland     | 139,5      | 161,3            | 128,0      | 148,0            | 309,3        |
| 2         | Ryōyū Kobayashi   | Japan        | 134,5      | 156,5            | 129,0      | 149,8            | 306,3        |
| 3         | Stefan Kraft      | Österrike    | 132,5      | 155,7            | 125,0      | 143,2            | 298,9        |
| 4         | Lovro Kos         | Slovenien    | 123,0      | 135,6            | 139,5      | 154,1            | 289,7        |
| 5         | Marius Lindvik    | Norge        | 132,0      | 143,2            | 127,0      | 142,9            | 286,1        |
| 6         | Philipp Raimund   | Tyskland     | 128,5      | 137,6            | 135,0      | 148,4            | 286,0        |
| 7         | Karl Geiger       | Tyskland     | 133,5      | 148,7            | 122,5      | 136,7            | 285,4        |
| 8         | Jan Hörl          | Österrike    | 123,5      | 138,9            | 127,5      | 146,2            | 285,1        |
| 9         | Peter Prevc       | Slovenien    | 124,5      | 128,1            | 138,0      | 153,9            | 282,0        |
| 10        | Michael Hayböck   | Österrike    | 131,5      | 143,7            | 129,0      | 137,7            | 281,4        |

### Garmisch-Partenkirchen
HS142 Große Olympiaschanze, Tyskland 
 1 januari 2024 
| Placering | Namn              | Nationalitet | Hopp 1 (m) | Omgång 1 (poäng) | Hopp 2 (m) | Omgång 2 (poäng) | Poäng totalt |
| --------- | ----------------- | ------------ | ---------- | ---------------- | ---------- | ---------------- | ------------ |
| 1         | Anže Lanišek      | Slovenien    | 136,0      | 144,6            | 137,0      | 151,2            | 295,8        |
| 2         | Ryōyū Kobayashi   | Japan        | 137,0      | 146,4            | 135,5      | 146,2            | 292,6        |
| 3         | Andreas Wellinger | Tyskland     | 138,0      | 144,3            | 137,5      | 147,1            | 291,4        |
| 4         | Manuel Fettner    | Österrike    | 136,0      | 142,0            | 138,0      | 146,7            | 288,7        |
| 5         | Jan Hörl          | Österrike    | 140,0      | 146,3            | 128,5      | 135,1            | 281,4        |
| 6         | Stefan Kraft      | Österrike    | 133,5      | 141,4            | 132,0      | 135,2            | 276,6        |
| 7         | Marius Lindvik    | Norge        | 133,5      | 136,2            | 133,0      | 139,3            | 275,5        |
| 8         | Michael Hayböck   | Österrike    | 136,0      | 135,3            | 141,0      | 138,3            | 273,6        |
| 9         | Peter Prevc       | Slovenien    | 127,5      | 132,4            | 133,5      | 140,2            | 272,6        |
| 10        | Pius Paschke      | Tyskland     | 135,5      | 135,5            | 135,5      | 136,5            | 272,0        |

### Innsbruck
HS128 Bergiselbacken, Österrike 
 3 januari 2024 
| Placering | Namn              | Nationalitet | Hopp 1 (m) | Omgång 1 (poäng) | Hopp 2 (m) | Omgång 2 (poäng) | Poäng totalt |
| --------- | ----------------- | ------------ | ---------- | ---------------- | ---------- | ---------------- | ------------ |
| 1         | Jan Hörl          | Österrike    | 134,0      | 139,7            | 127,5      | 127,8            | 267,5        |
| 2         | Ryōyū Kobayashi   | Japan        | 128,5      | 129,8            | 132,0      | 128,9            | 258,7        |
| 3         | Michael Hayböck   | Österrike    | 131,0      | 127,1            | 135,5      | 126,9            | 254,0        |
| 4         | Lovro Kos         | Slovenien    | 135,0      | 129,8            | 129,5      | 123,4            | 253,2        |
| 5         | Andreas Wellinger | Tyskland     | 132,0      | 127,3            | 126,5      | 124,8            | 252,1        |
| 6         | Stefan Kraft      | Österrike    | 123,0      | 119,9            | 131,0      | 128,4            | 248,3        |
| 7         | Anže Lanišek      | Slovenien    | 124,5      | 125,7            | 130,0      | 119,1            | 244,8        |
| 8         | Daniel Tschofenig | Österrike    | 126,0      | 117,2            | 127,5      | 127,2            | 244,4        |
| 9         | Clemens Aigner    | Österrike    | 127,5      | 118,9            | 130,5      | 123,5            | 242,4        |
| 10        | Timi Zajc         | Slovenien    | 123,5      | 119,0            | 125,5      | 116,7            | 235,7        |

### Bischofshofen
HS142 Paul-Ausserleitner-backen, Österrike 
 6 januari 2024
| Placering | Namn                  | Nationalitet | Hopp 1 (m) | Omgång 1 (poäng) | Hopp 2 (m) | Omgång 2 (poäng) | Poäng totalt |
| --------- | --------------------- | ------------ | ---------- | ---------------- | ---------- | ---------------- | ------------ |
| 1         | Stefan Kraft          | Österrike    | 136,5      | 142,9            | 140,0      | 146,0            | 288,9        |
| 2         | Ryōyū Kobayashi       | Japan        | 137,0      | 144,1            | 139,0      | 143,5            | 287,6        |
| 3         | Anže Lanišek          | Slovenien    | 134,5      | 136,0            | 141,0      | 145,8            | 281,8        |
| 4         | Manuel Fettner        | Österrike    | 134,5      | 134,8            | 135,0      | 136,6            | 271,4        |
| 5         | Andreas Wellinger     | Tyskland     | 132,0      | 129,9            | 137,0      | 138,0            | 267,9        |
| 6         | Clemens Aigner        | Österrike    | 133,5      | 133,7            | 131,0      | 132,8            | 266,5        |
| 7         | Halvor Egner Granerud | Norge        | 132,0      | 133,1            | 133,0      | 132,3            | 265,4        |
| 8         | Pius Paschke          | Tyskland     | 129,0      | 125,3            | 133,5      | 137,0            | 262,3        |
| 9         | Peter Prevc           | Slovenien    | 131,0      | 129,7            | 135,0      | 132,1            | 261,8        |
| 10        | Jan Hörl              | Österrike    | 126,5      | 115,5            | 137,5      | 144,0            | 259,5        |